# Мемориал Фарадея

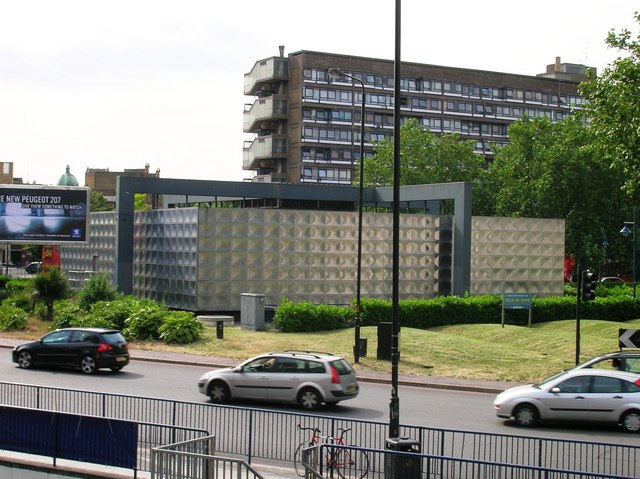
Мемориал Майкла Фарадея

Мемориал Майкла Фарадей (англ. Michael Faraday Memorial) — памятник в честь английского ученого Майкла Фарадея, сооружён в 1961 году. Он расположен в южном Лондоне, район Саутуарк, недалеко от места рождения Фарадея. Автором проекта был архитектор Родни Гордон.

## Описание
Памятник имеет форму изломанного прямоугольного стержня из нержавеющей стали. Он огибает здание электроподстанции лондонского метрополитена (Северная линия и линия Бейкерлоо); это напоминает о заслугах Фарадея как пионера исследования электричества. По первоначальному проекту Гордона, боковые стенки памятника должны были быть из стекла, однако опасность вандализма заставила отказаться от этой идеи. На бетонной поверхности возле памятнике имеется памятная табличка с поясняющей надписью.